# Unicodeblock Kanbun
Der Unicodeblock Kanbun (U+3190 bis U+319F) beinhaltet sechzehn Zeichen einer japanischen Methode für das Lesen von Texten in der klassischen chinesischen Schriftsprache. Die hier dargestellten "ideographischen Anmerkungen" (ideographic annotation) werden verwendet, um die Reihenfolge zu kennzeichnen, in der die chinesischen Texte in der japanischen Übersetzung gelesen werden sollen. 

## Tabelle
| Unicodenummer  | Zeichen (400 %) | Kategorie           | Bidirektionale Klasse | Offizielle Bezeichnung              | Beschreibung                                 |
| -------------- | --------------- | ------------------- | --------------------- | ----------------------------------- | -------------------------------------------- |
| U+3190 (12688) | ㆐              | anderes Symbol      | links nach rechts     | IDEOGRAPHIC ANNOTATION LINKING MARK | Ideographisches Anmerkungszeichen Verbindung |
| U+3191 (12689) | ㆑              | anderes Symbol      | links nach rechts     | IDEOGRAPHIC ANNOTATION REVERSE MARK | Ideographisches Anmerkungszeichen Umgekehrt  |
| U+3192 (12690) | ㆒              | anderes Zahlzeichen | links nach rechts     | IDEOGRAPHIC ANNOTATION ONE MARK     | Ideographisches Anmerkungszeichen Eins       |
| U+3193 (12691) | ㆓              | anderes Zahlzeichen | links nach rechts     | IDEOGRAPHIC ANNOTATION TWO MARK     | Ideographisches Anmerkungszeichen Zwei       |
| U+3194 (12692) | ㆔              | anderes Zahlzeichen | links nach rechts     | IDEOGRAPHIC ANNOTATION THREE MARK   | Ideographisches Anmerkungszeichen Drei       |
| U+3195 (12693) | ㆕              | anderes Zahlzeichen | links nach rechts     | IDEOGRAPHIC ANNOTATION FOUR MARK    | ideographisches Anmerkungszeichen Vier       |
| U+3196 (12694) | ㆖              | anderes Symbol      | links nach rechts     | IDEOGRAPHIC ANNOTATION TOP MARK     | Ideographisches Anmerkungszeichen Oben       |
| U+3197 (12695) | ㆗              | anderes Symbol      | links nach rechts     | IDEOGRAPHIC ANNOTATION MIDDLE MARK  | Ideographisches Anmerkungszeichen Mitte      |
| U+3198 (12696) | ㆘              | anderes Symbol      | links nach rechts     | IDEOGRAPHIC ANNOTATION BOTTOM MARK  | Ideographisches Anmerkungszeichen Unten      |
| U+3199 (12697) | ㆙              | anderes Symbol      | links nach rechts     | IDEOGRAPHIC ANNOTATION FIRST MARK   | Ideographisches Anmerkungszeichen Erste      |
| U+319A (12698) | ㆚              | anderes Symbol      | links nach rechts     | IDEOGRAPHIC ANNOTATION SECOND MARK  | Ideographisches Anmerkungszeichen Zweite     |
| U+319B (12699) | ㆛              | anderes Symbol      | links nach rechts     | IDEOGRAPHIC ANNOTATION THIRD MARK   | Ideographisches Anmerkungszeichen Dritte     |
| U+319C (12700) | ㆜              | anderes Symbol      | links nach rechts     | IDEOGRAPHIC ANNOTATION FOURTH MARK  | Ideographisches Anmerkungszeichen Vierte     |
| U+319D (12701) | ㆝              | anderes Symbol      | links nach rechts     | IDEOGRAPHIC ANNOTATION HEAVEN MARK  | Ideographisches Anmerkungszeichen Himmel     |
| U+319E (12702) | ㆞              | anderes Symbol      | links nach rechts     | IDEOGRAPHIC ANNOTATION EARTH MARK   | Ideographisches Anmerkungszeichen Erde       |
| U+319F (12703) | ㆟              | anderes Symbol      | links nach rechts     | IDEOGRAPHIC ANNOTATION MAN MARK     | Ideographisches Anmerkungszeichen Mensch     |